# واکنش‌ها به حمله روسیه به اوکراین
بسیاری از دولت‌ها، سازمان‌های بین‌المللی و گروه‌های جامعه مدنی به بحران بین روسیه و اوکراین که در مارس ۲۰۲۱ آغاز شد، واکنش نشان داده‌اند. این بحران منجر به تهاجم روسیه به اوکراین در ۲۴ فوریه ۲۰۲۲ شد.

واکنش‌های بین‌المللی به تهاجم نظامی روسیه به اوکراین
----
کشورهایی که تهاجم نظامی را محکوم کرده‌اند.
کشورهایی که موضع بی‌طرف اتخاذ کرده‌اند.
کشورهایی که از تهاجم نظامی حمایت کرده‌اند یا ناتو را مقصر حمله به اوکراین دانسته‌اند.
نامعلوم
----
روسیه
اوکراین

رای دولت‌ها به قطعنامه ES-11/1 مجمع عمومی سازمان ملل متحد در محکومیت تهاجم نظامی روسیه به اوکراین
موافق
مخالف
ممتنع
غائب
غیر عضو

## خلاصه

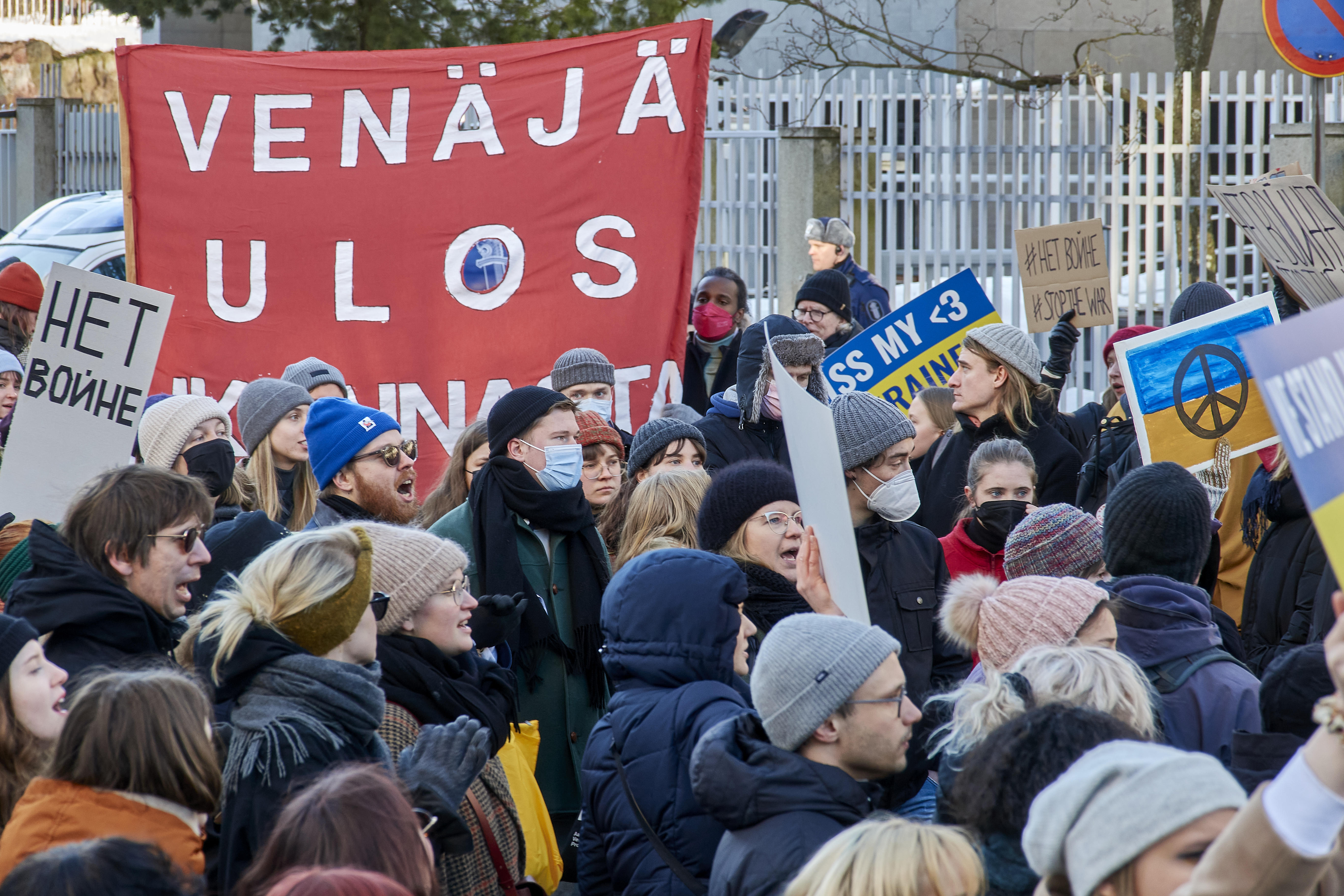
تظاهرات ضد جنگ در هلسینکی

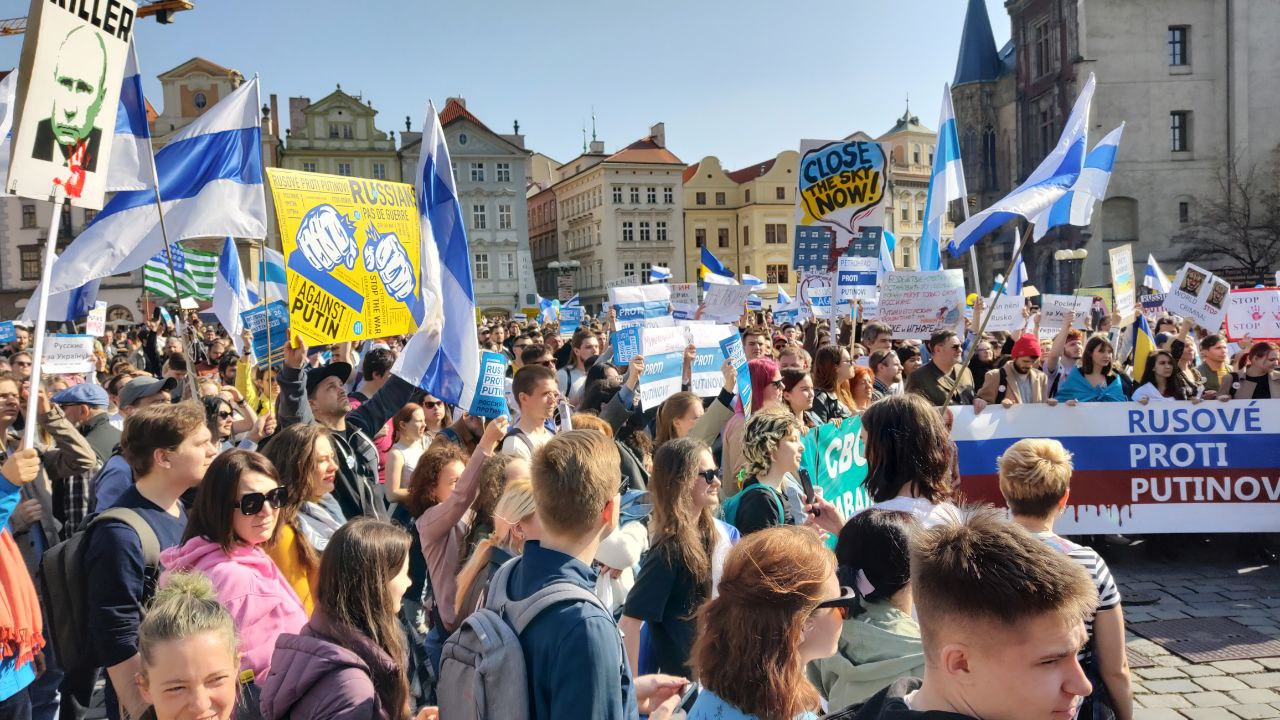
تظاهرات روس‌‌های ساکن جمهوری چک، ۲۶ مارس ۲۰۲۲. پرچم سفید-آبی-سفید نوعی نماد ضد جنگ در روسیه به شمار می رود.

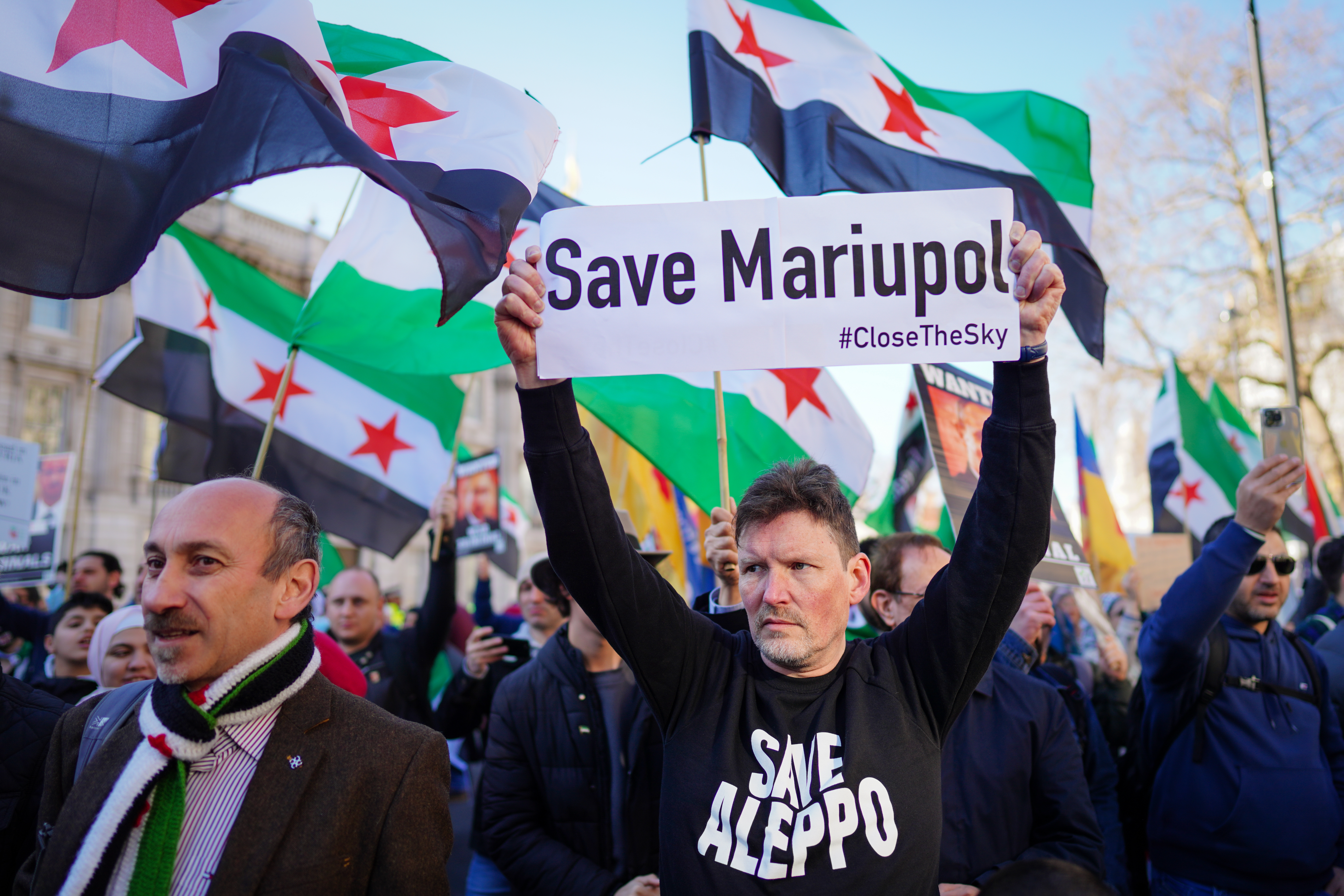
تظاهرات علیه بمباران روسیه در ماریوپل توسط فعالان سوری در مرکز لندن، مارس ۲۰۲۲

تهاجم نظامی روسیه به اوکراین، با محکومیت گسترده بین‌المللی و اعمال تحریم های اقتصادی بین المللی علیه روسیه همراه شد. پیامد های اقتصادی تهاجم نظامی روسیه به اوکراین در سال ۲۰۲۲ تأثیرات اقتصادی گسترده بر اقتصاد روسیه و جهان به دنبال داشت.
از دیگر واکنش ها به این تهاجم می‌توان به تحریم روسیه و بلاروس در عرصه‌های مختلفی همچون سرگرمی، رسانه، تجارت، و ورزش اشاره کرد.

## واکنش‌های عمومی

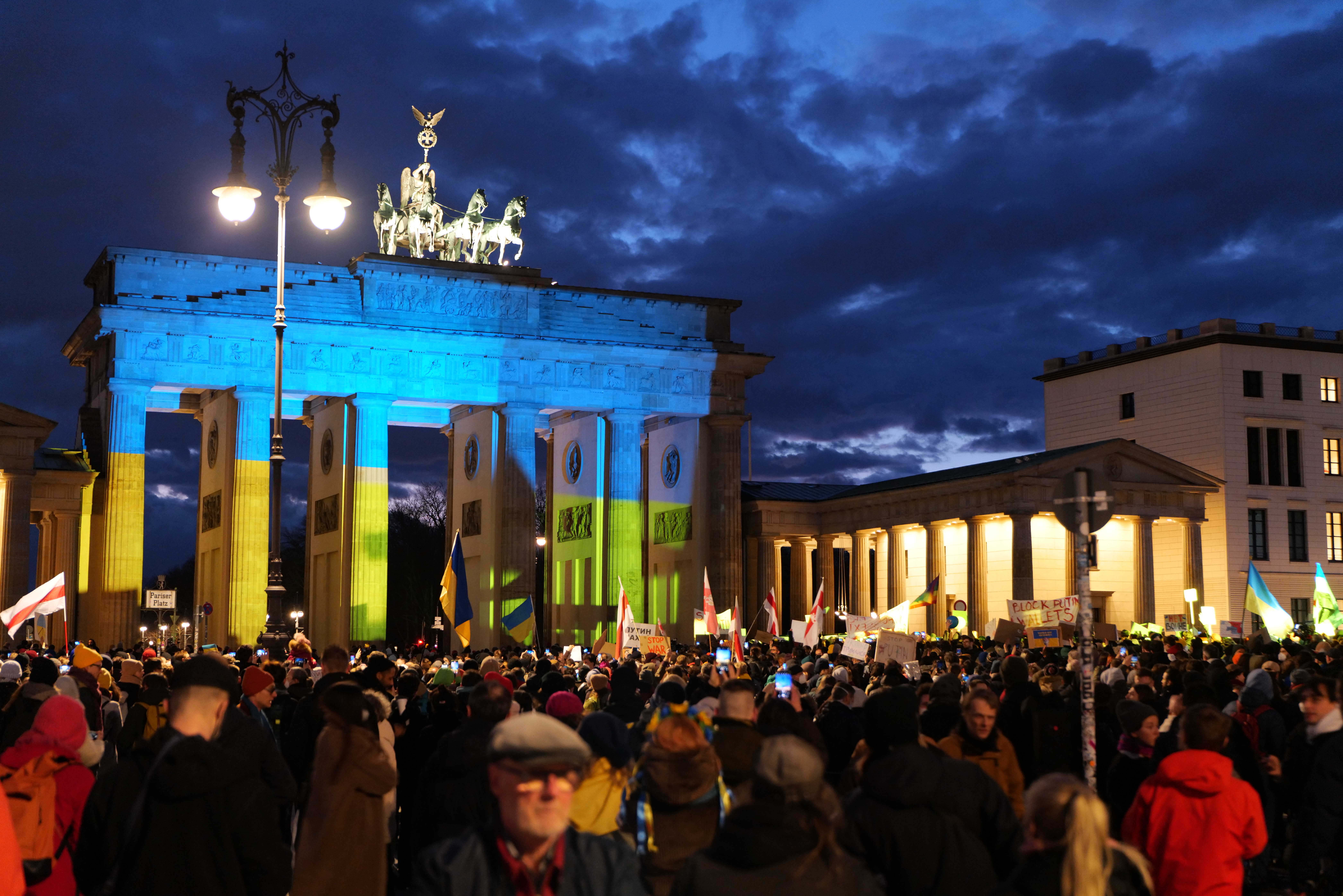
تظاهرکنندگان در دروازه براندن‌بورگ برلین آلمان.

این تهاجم با محکومیت گسترده عمومی در سطح بین المللی مواجه شد.  اعتراضات و تظاهرات بسیاری در سراسر جهان از جمله در بسیاری از کشورهای پس از فروپاشی شوروی و حتی در خود روسیه برگزار شد
بناهای تاریخی روسیه در سراسر اروپا مورد حمله قرار گرفتند و حتی برخی از آنها تخریب شدند.
سفیر روسیه در لهستان توسط معترضان طرفدار اوکراین هنگام گذاشتن گل در یک گورستان نظامی روسیه، با پاشیدن رنگ قرمز مورد حمله قرار گرفت. این تهاجم به یک پدیده فراگیر در رسانه‌های اجتماعی تبدیل شد و فراخوان‌هایی برای تحریم‌های گسترده فرهنگی و کالاهای روسی، در چندین پلتفرم رسانه‌های اجتماعی منتشر شد. مردم از سراسر جهان سعی کردند به وب‌سایت‌های روسی، به‌ویژه وب‌سایت‌هایی که توسط دولت روسیه اداره می‌شوند، حمله کرده و آن‌ها را ببندند. 

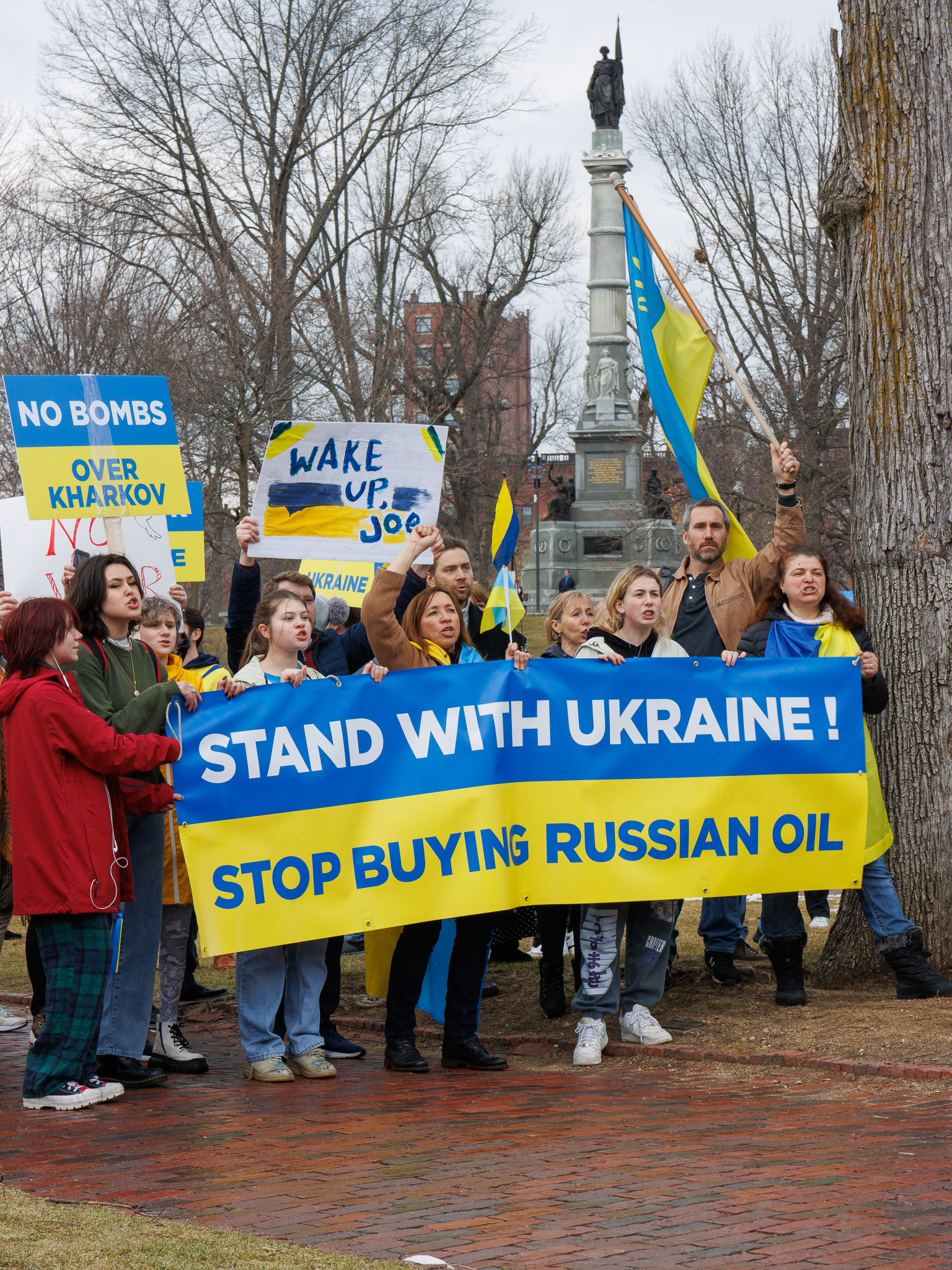
اعتراضات در بوستون در حمایت از اوکراین.

برخی از روس‌های مقیم اروپا و ایالات متحده گزارش دادند که مخالفت با حمله روسیه به اوکراین، آنها را در معرض پیامد‌های احساسات ضد روسی از جمله آزار و اذیت و خرابکاری قرار داده است.
منابع روسی گزارش دادند که دانشجویان روسی توسط دانشگاه‌های اروپایی اخراج می‌شوند، اما انجمن دانشگاه‌های اروپا اعلام کرد که هیچ یک از ۸۰۰ عضو آن که روس‌ هستند، اخراج نشده‌اند.
در سال ۲۰۲۲ سی‌بی‌اس نیوز گزارش داد ۳۰ درصد از سلاح های ارسالی به اوکراین به خط مقدم می رسد و ۷۰ درصد در بازار آزاد به فروش می رسد.

## واکنش روسیه به تحریم‌ها

روسیه
کشور های حاضر در فهرست کشورهای غیردوست دولت روسیه.

در ۱۵ مارس، دولت روسیه ۳۱۳ فرد، عمدتاً نمایندگان پارلمان کانادا را در فهرست تحریم‌ها قرار داد. دولت روسیه همچنین، در ۲۱ آوریل، ۶۱ کانادایی دیگر را به فهرست تحریم‌ها اضافه کرد.
در ۱۴ ژوئن ۲۰۲۲، روسیه ۲۹ روزنامه نگار بریتانیایی را تحریم کرد.
دولت روسیه در ژوئن ۲۰۲۲، همسر جو بایدن، جیل بایدن و دختر او اشلی بایدن، را تحریم کرد. آنها در فهرست ۲۵ آمریکایی بودند که از ورود به خاک روسیه منع شده بودند.
در ۲۱ فوریه ۲۰۲۳، یک روز پس از سفر جو بایدن به اوکراین، ولادیمیر پوتین اعلام کرد که روسیه مشارکت خود را در پیمان استارت نو (۲۰۱۰) بین ایالات متحده و روسیه، به حالت تعلیق در می‌آورد.

## اوکراین

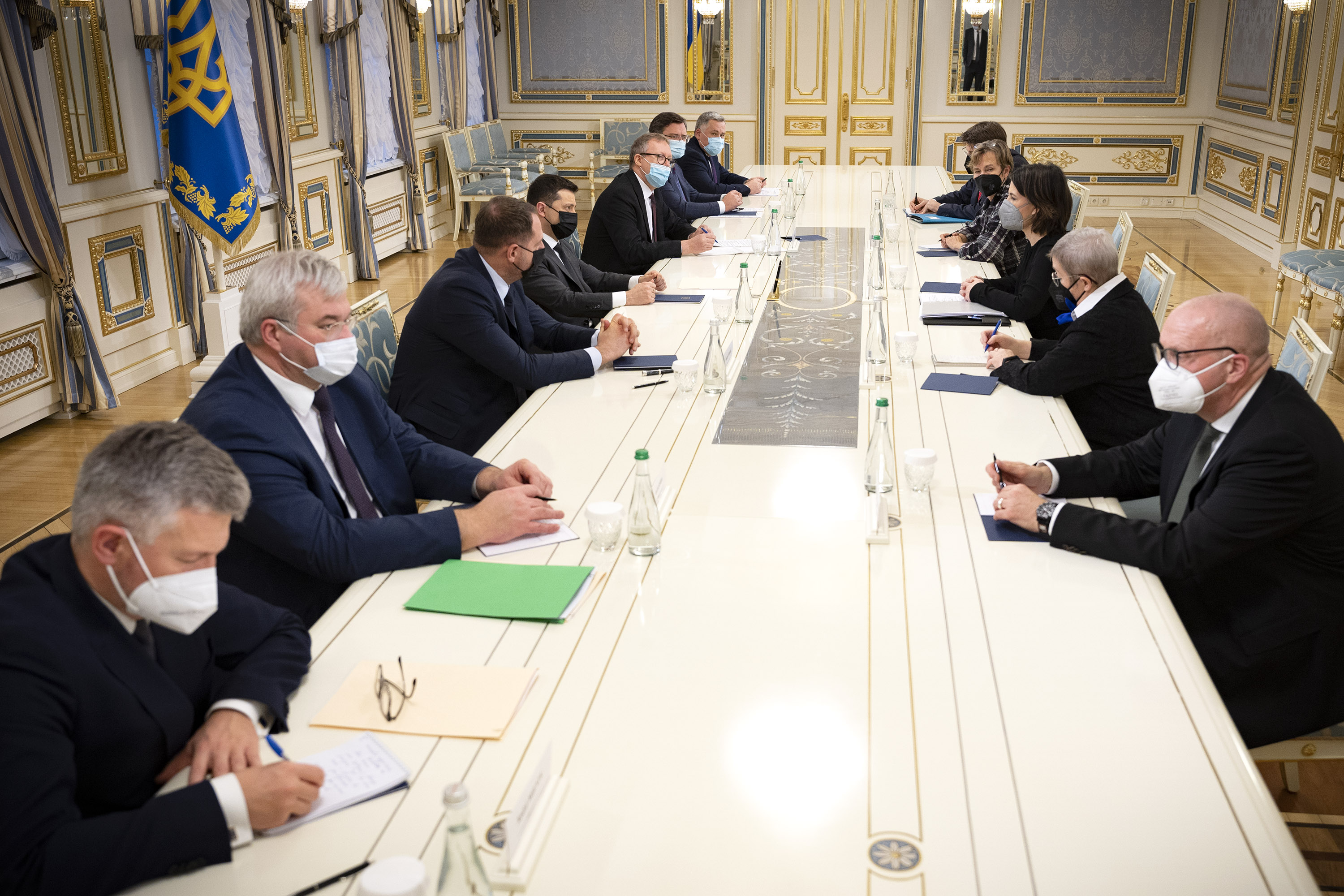
رئیس‌جمهور اوکراین ولودیمیر زلنسکی در ۱۷ ژانویه ۲۰۲۲ با آنالنا بائربوک، وزیر امور خارجه آلمان در کیف دیدار کرد.

دیمیترو کولبا، وزیر امور خارجه اوکراین در مصاحبه با روزنامه فرانسوی لیبراسیون در آوریل ۲۰۲۱ گفت که تحریکات روسیه با انتقال نیروها به مرز اوکراین و وخامت اوضاع در شرق، جدی‌ترین حرکت پس از حمله به اوکراین است. کولبا در مصاحبه با خبرگزاری اسپانیایی EFE گفت که اوکراین خواهان جنگ با روسیه نیست و در آن زمان خود را برای تشدید تنش در دونسک آماده نمی‌کند.
در جریان تنش‌های تازه در ژانویه ۲۰۲۲، کوله‌با گفته بود که هرگونه اقدام بی‌ملاحظه فدراسیون روسیه یا دور جدیدی از خشونت از سوی آن برای آن گران تمام خواهد شد. کوله‌با گفت: روسیه به افزایش حضور نظامی خود در امتداد مرز اوکراین و روسیه، در سرزمین‌های اشغالی و در دریاهای اوکراین ادامه می‌دهد. به گفته وی، روسیه در سه جهت از جمله در شمال شرق اوکراین، در کریمه، در جنوب و در دونباس در شرق، نیرو جمع‌آوری می‌کرد. کوله‌با همچنین افزود که در هفته‌های اخیر، روسیه تبلیغات خود را به‌طور قابل‌توجهی تشدید کرده‌است.
در ۲۲ ژانویه ۲۰۲۲، کوله با آلمان را متهم کرد که اتحاد بین متحدان کشور را «تضعیف» کرده و پوتین، رئیس‌جمهور روسیه را برای حمله به اوکراین با امتناع از تحویل سلاح به اوکراین «تشویق» کرده‌است.
آلکسی دانیلوف، دبیر شورای امنیت ملی و دفاع اوکراین، اظهار داشت که اوکراین به دنبال حل و فصل مناقشه در شرق این کشور عمدتاً از طریق ابزارهای سیاسی و دیپلماتیک است.
در سپتامبر ۲۰۲۱، یوری ویترنکو، مدیر عامل نفت گاز اوکراین، روسیه را به استفاده از گاز طبیعی به عنوان «سلاح ژئوپلیتیک» متهم کرد.
در نوامبر ۲۰۲۱، کیریلو بودانوف، رئیس اداره اطلاعات وزارت دفاع اوکراین، گفت که روسیه در حال آماده شدن برای حمله در پایان ژانویه یا اوایل فوریه ۲۰۲۲ است.
در ژانویه ۲۰۲۲، رولودیمیر زلنسکی، رئیس‌ جمهور اوکراین  در یک پیام ویدئویی گفت که شهروندان این کشور نباید وحشت کنند.

## روسیه

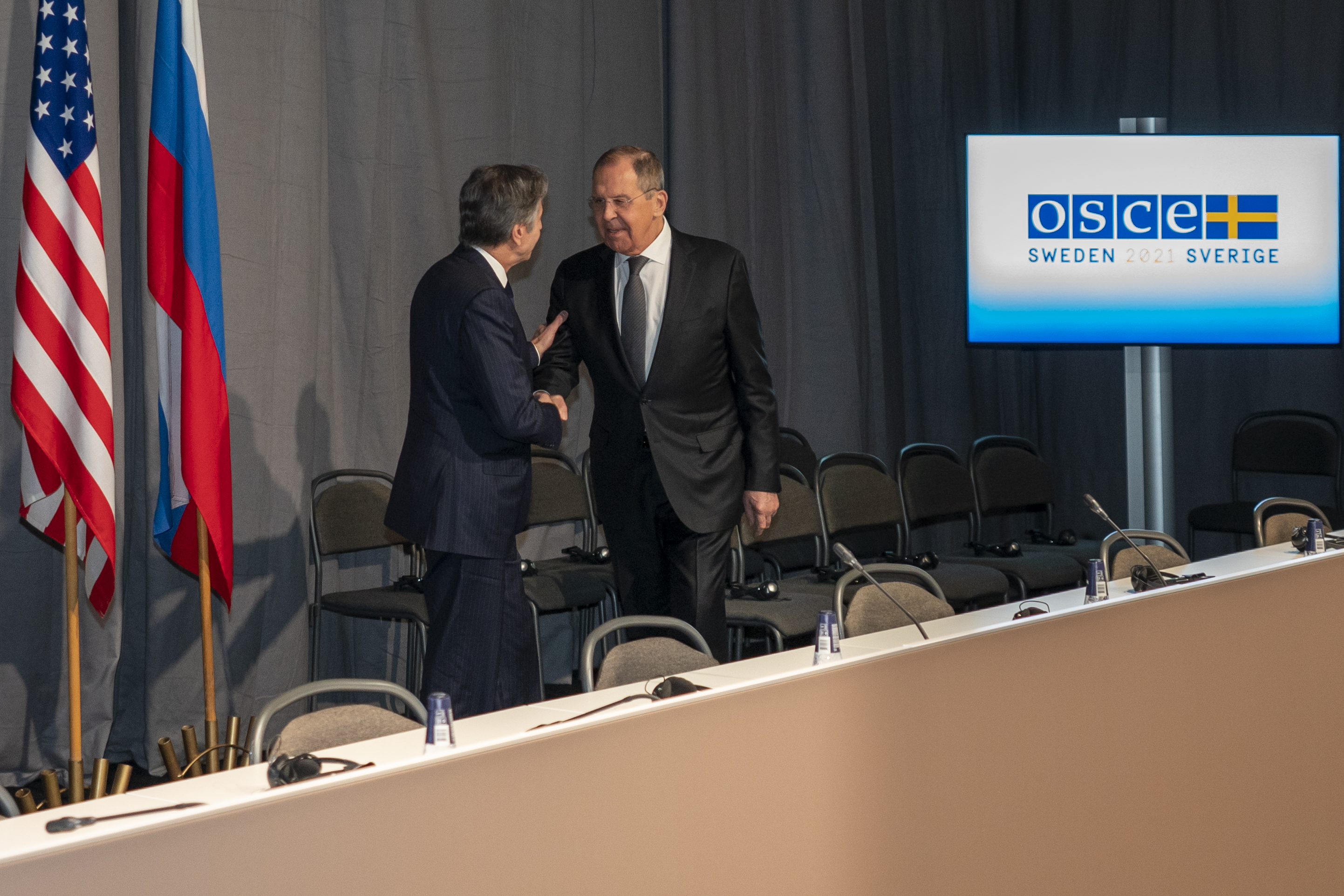
سرگئی لاوروف وزیر امور خارجه روسیه با آنتونی بلینکن وزیر امور خارجه آمریکا در ۲ دسامبر ۲۰۲۱ دیدار کرد.

### شهروندان روسیه

#### ضد جنگ
بیانیه ای در ۲۴ فوریه ۲۰۲۲ توسط دولت روسیه صادر شد مبنی بر اینکه معترضان ضد جنگ که در تظاهرات علیه تهاجم حضور یافتند می‌توانند به دلیل سازماندهی و عدم شرکت در «اعتراضات غیرمجاز» دستگیر شوند. یک گروه نظارتی اعتراضی OVD-Info گزارش داد که بیش از ۹۶۰ معترض ضد جنگ تا ساعت ۹ شب ۲۴ فوریه بازداشت شده‌اند.
Oxxxymiron، خواننده رپ روسی اعلام کرد که شش کنسرت در مسکو و سنت پترزبورگ را در پاسخ به تهاجم لغو خواهد کرد.
میخائیل ماتویف، معاون دومای ایالتی به رسمیت شناختن جمهوری‌های خلق دونتسک و لوهانسک رأی مثبت داد، اما بعداً حمله روسیه به اوکراین را محکوم کرد و گفت: «من به صلح رأی دادم، نه به جنگ. می‌خواستم #روسیه سپر شود تا #دونتسک بمباران نشود، نه #کیف بمباران گردد.

## ایالات متحده

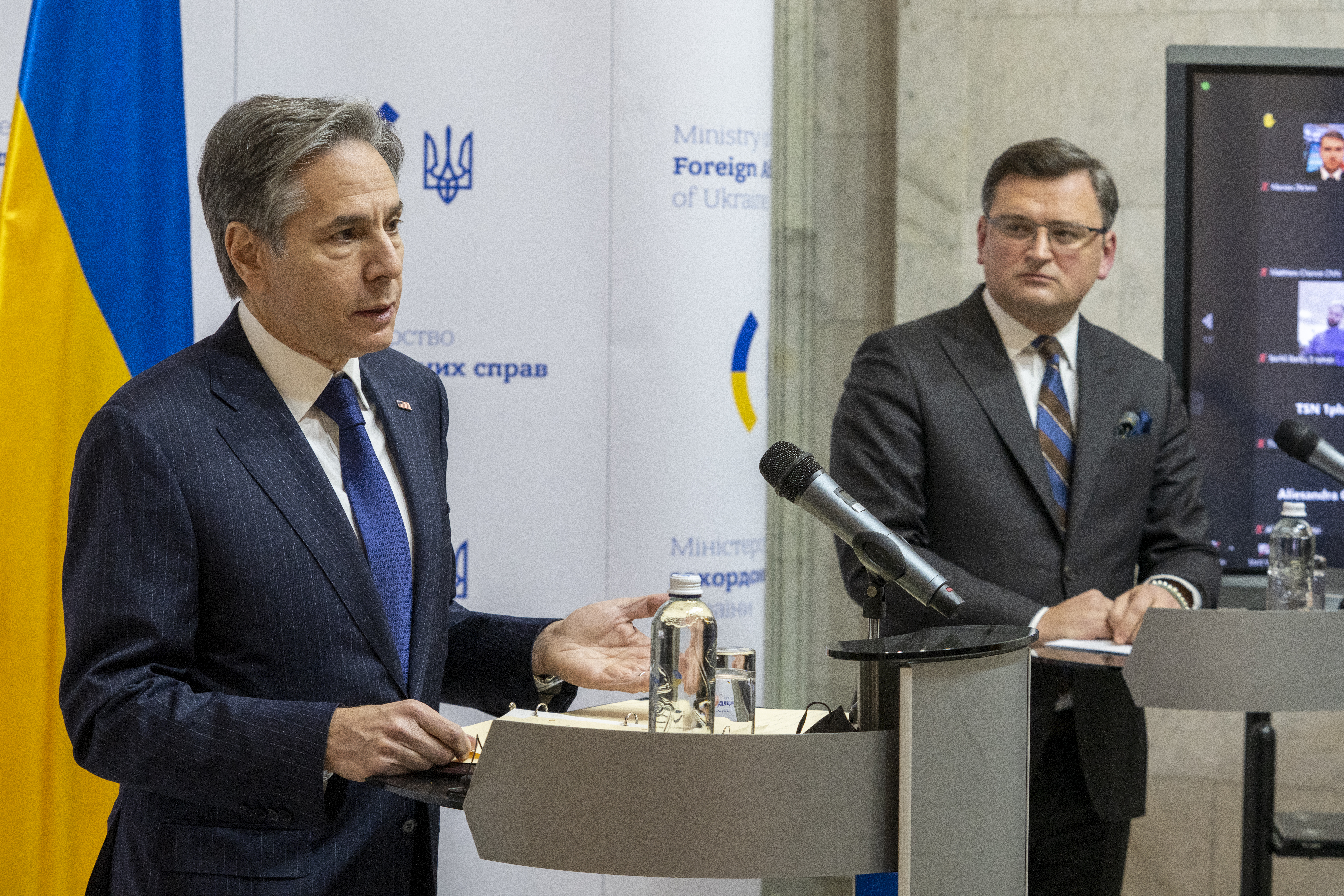
آنتونی بلینکن، وزیر امور خارجه ایالات متحده، در ژانویه ۲۰۲۲ با وزیر خارجه اوکراین، دیمیترو کولبا، در کیف برگزار می‌کند.

دیمیترو کولبا، وزیر امور خارجه اوکراین و آنتونی بلینکن، وزیر امور خارجه ایالات متحده در مورد وخامت اوضاع در دونباس گفتگو کردند. بلینکن بر حمایت تزلزل ناپذیر ایالات متحده از حاکمیت و تمامیت ارضی اوکراین تأکید کرد.
طبق گزارش‌ها، بایدن به رهبران غربی گفته‌است که روسیه می‌تواند در ۱۶ فوریه ۲۰۲۲ به اوکراین حمله کند.
در ۲۶ فوریه ۲۰۲۲، شان پن که در اوکراین مشغول کار بر روی یک فیلم مستند در مورد حمله روسیه بود، در مصاحبه ای با USA Today گفت: «اگر او تسلیم نشود، من معتقدم که آقای پوتین وحشتناک‌ترین کار را انجام داده‌است. اشتباه برای همه بشریت است.»
در ۲ آوریل ۲۰۲۱، جو بایدن اولین گفتگوی تلفنی خود را با ولودیمیر زلنسکی، رئیس‌جمهور اوکراین  انجام داد. در ۱۳ آوریل، بایدن با ولادیمیر پوتین، رئیس‌جمهور روسیه تماس تلفنی داشت. بایدن «بر تعهد تزلزل ناپذیر ایالات متحده به حاکمیت و تمامیت ارضی اوکراین تأکید کرد». بایدن همچنین نگرانی ایالات متحده را «در مورد افزایش ناگهانی نظامی روسیه در کریمه اشغالی و در مرزهای اوکراین ابراز کرد و از روسیه خواست تا تنش‌ها را کاهش دهد.»[۷۸] در ماه‌های آینده در مورد این موضوع بحث و گفتگو کنیم.
در اواسط آوریل ۲۰۲۱، وزارت خزانه داری ایالات متحده، همراه با اتحادیه اروپا، بریتانیا، استرالیا و کانادا، هشت فرد و نهاد مرتبط با اشغال و سرکوب مداوم روسیه در کریمه را تحریم کردند.
نظرسنجی شورای شیکاگو در امور جهانی که در ۷ تا ۲۶ ژوئیه ۲۰۲۱ انجام شد، نشان داد که ۵۰٪ از آمریکایی‌ها از استفاده از نیروهای آمریکایی برای دفاع از اوکراین در صورت حمله روسیه به بقیه کشور حمایت کردند. نیویورک تایمز تخمین می‌زند که بیش از ۸۰۰۰۰ سرباز روسی تا سپتامبر ۲۰۲۱ هنوز در مرز روسیه و اوکراین باقی مانده‌اند.[۸۲] مقامات اطلاعاتی آمریکا هشدار دادند که روسیه در حال برنامه‌ریزی یک حمله نظامی بزرگ آتی به اوکراین است که قرار است در ژانویه ۲۰۲۲ انجام شود.
آدام شیف، رئیس کمیته اطلاعات مجلس نمایندگان آمریکا گفت که احتمال حمله روسیه به اوکراین بسیار زیاد است.
در ۱۹ ژانویه ۲۰۲۲، رئیس‌جمهور بایدن گفت که معتقد است روسیه به اوکراین حمله خواهد کرد. در ژانویه ۲۰۲۲، دولت بایدن تحویل موشک‌های زمین به هوای استینگر ساخت ایالات متحده به اوکراین را تأیید کرد.

## واکنش سازمان‌های بین المللی

روسیه
----
کشورهایی که در سال ۲۰۱۴ روسیه را تحریم کردند:
کشورهایی که به طور مستقل تحریم‌هایی را اعمال کرده اند.
کشور هایی که از طریق اتحادیه اروپا تحریم‌هایی را اعمال کرده اند.

- سازمان ملل متحد: دبیر کل سازمان ملل متحد، آنتونیو گوترش اظهار داشت که تهاجم روسیه به اوکراین"غم انگیزترین لحظه در دوران تصدی من" بود و از پوتین خواست تا نیروهای خود را "به نام انسانیت" از اوکراین خارج کند.[۲۸] در ۲۵ فوریه، شورای امنیت در تصویب پیش‌نویس قطعنامه‌ای که «به شدیدترین شکل ممکن تجاوزات فدراسیون روسیه» به اوکراین را محکوم می‌کرد، ناکام ماند. از ۱۵ کشور عضو شورای امنیت، ۱۱ کشور به این پیش‌نویس رای مثبت دادند، در حالی که ۳ کشور رای ممتنع دادند. تصویب پیش نویس این قطعنامه به دلیل وتوی روسیه شکست خورد.[۲۹][۳۰] در ۲ مارس، مجمع عمومی سازمان ملل متحد با ۱۴۱ رای موافق، ۵ رای مخالف (بلاروس، کره شمالی، سوریه، اریتره و روسیه) و ۳۵ رای ممتنع، "به شدیدترین شکل ممکن" تجاوز روسیه به اوکراین را محکوم کرد. در این قطعنامه همچنین از روسیه خواسته شد تا فوراً قوای نظامی خود را از خاک اوکراین خارج کند.[۳۱]

- اتحادیه آفریقا: رئیس کمیسیون اتحادیه آفریقا موسی فکی و رئیس جمهور سنگال مکی سال از روسیه و «هر بازیگر منطقه‌ای یا بین‌المللی دیگر خواستند تا به قوانین بین‌المللی، تمامیت ارضی و حاکمیت ملی اوکراین احترام بگذارند» و از هر دو طرف درگیر خواستند تا آتش‌بس فوری برقرار کنند و مذاکرات سیاسی را بدون تأخیر آغاز کنند.[۳۲]

- انجمن ملل آسیای جنوب شرقی: وزرای امور خارجه آسه‌آن نسبت به تنش‌های روسیه و اوکراین ابراز نگرانی شدید کردند و خواستار حداکثر خویشتن‌داری و گفتگو شدند.[۳۳]

- جامعه و بازار مشترک کارائیب (کاریکوم): بیانیه ای که از طرف جامعه کارائیب صادر شد، تهاجم روسیه به اوکراین را محکوم کرد و خواستار «خروج فوری و کامل» ارتش روسیه از اوکراین شد.[۳۴][۳۵]

- شورای اروپا: کمیته وزیران شورای اروپا قطعنامه‌ای را تصویب کرد که تهاجم نظامی روسیه به اوکراین را به شدیدترین وجه محکوم می‌کرد و از روسیه می‌خواست که «فورا و بدون قید و شرط عملیات نظامی خود را متوقف کند».[۳۶] در ۲۵ فوریه، کمیته وزیران شورای اروپا حق نمایندگی روسیه در کمیته وزیران و در مجمع پارلمانی شورای اروپا را تعلیق کرد.[۳۷][۳۸] دادگاه حقوق بشر اروپا نیز اقدامات موقتی را اعمال کرد تا به روسیه نشان دهد که باید از حملات نظامی علیه غیرنظامیان و خودداری کند و دسترسی به مسیرهای تخلیه امن، عبور سریع و بدون محدودیت کمک های بشردوستانه، مراقبت های بهداشتی، غذا و سایر تجهیزات ضروری را تضمین کند.[۳۹]

- اتحادیه اروپا: رئیس کمیسیون اروپا اورسولا فون در لاین در یک توییت در شبکه اجتماعی توییتر گفت: ما اجازه نخواهیم داد ولادیمیر پوتین معماری امنیتی اروپا را از بین ببرد». جوزپ بورل، مسئول سیاست خارجه اتحادیه اروپا نیز از پوتین خواست تا «تجاوز بی‌معنا» را متوقف کند. رئیس پارلمان اروپا، روبرتا متسولا خواستار "اقدام فوری، سریع و محکم" شد و یک جلسه فوق‌العاده پارلمان را برای اول مارس تشکیل داد.[۴۰][۴۱][۴۲]

- ناتو: دبیر کل ناتو ینس استولتنبرگ این حمله را محکوم کرد و آن را "نقض فاحش قوانین بین المللی" خواند.  بیانیه جداگانه ای از سوی ناتو از قصد استقرار نیروهای دفاعی خبر داد و بلاروس را به دلیل فعال کردن این حمله محکوم کرد.[۴۰]

## واکنش سایر کشورها

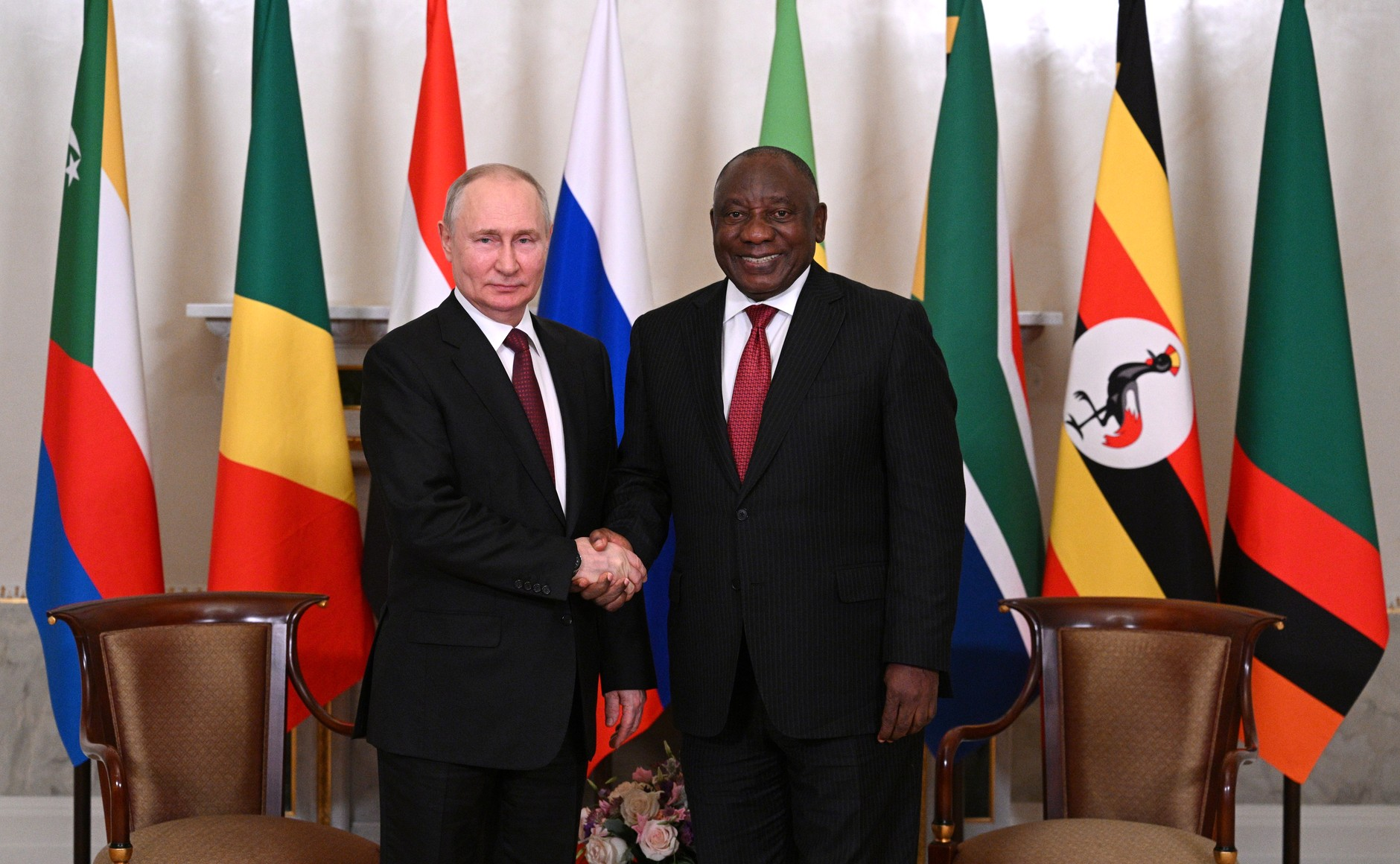
رئیس جمهور آفریقای جنوبی سیریل رامافوزا در دیدار با پوتین، ابتکار صلح آفریقا را ارائه کرد.

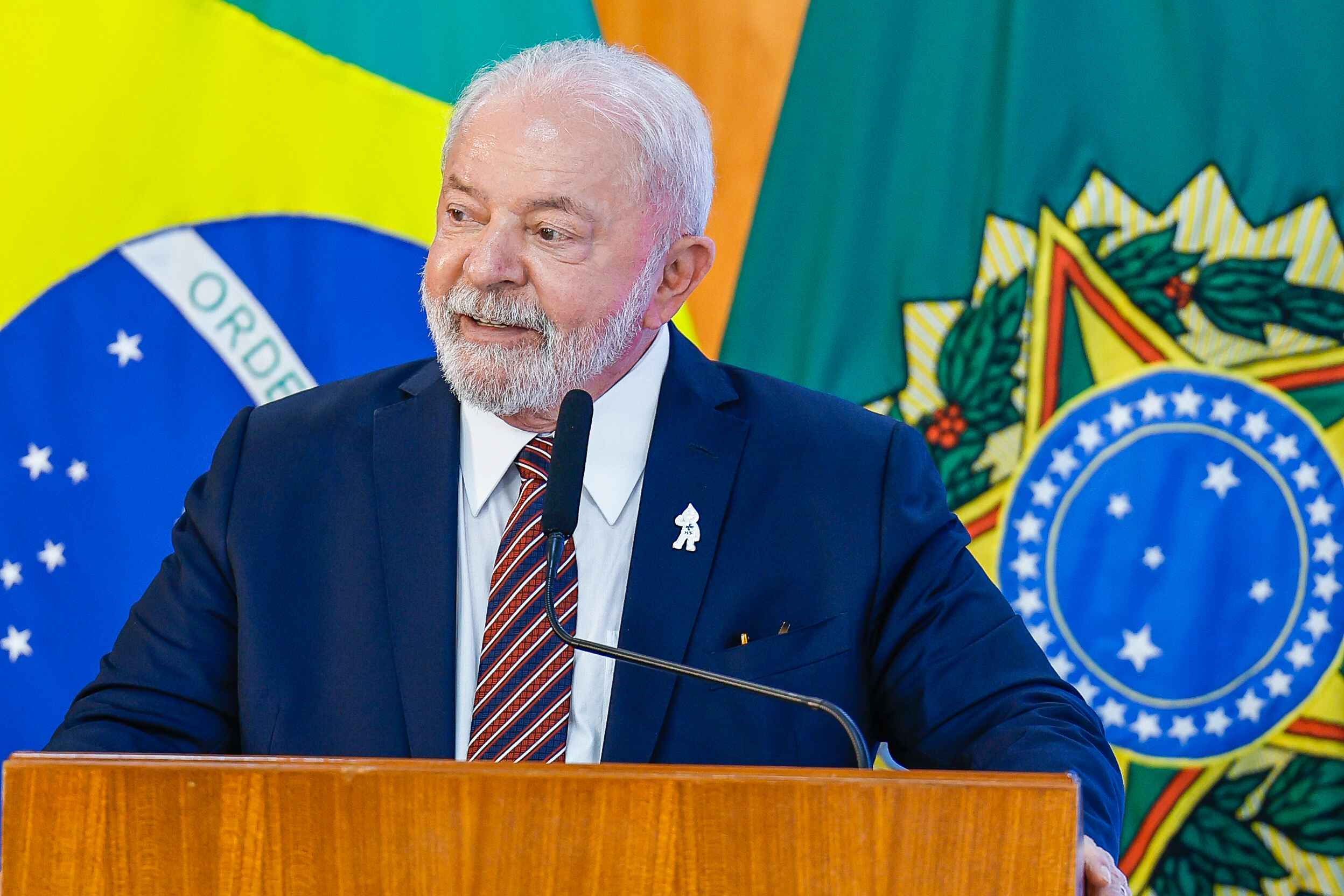
در آوریل ٢٠٢٣، رئیس جمهور برزیل لوئیس ایناسیو لولا داسیلوا نقض تمامیت ارضی اوکراین توسط روسیه را محکوم کرد و گفت که روسیه باید از خاک اوکراین که از فوریه ٢٠٢٢ اشغال شده، خارج شود.

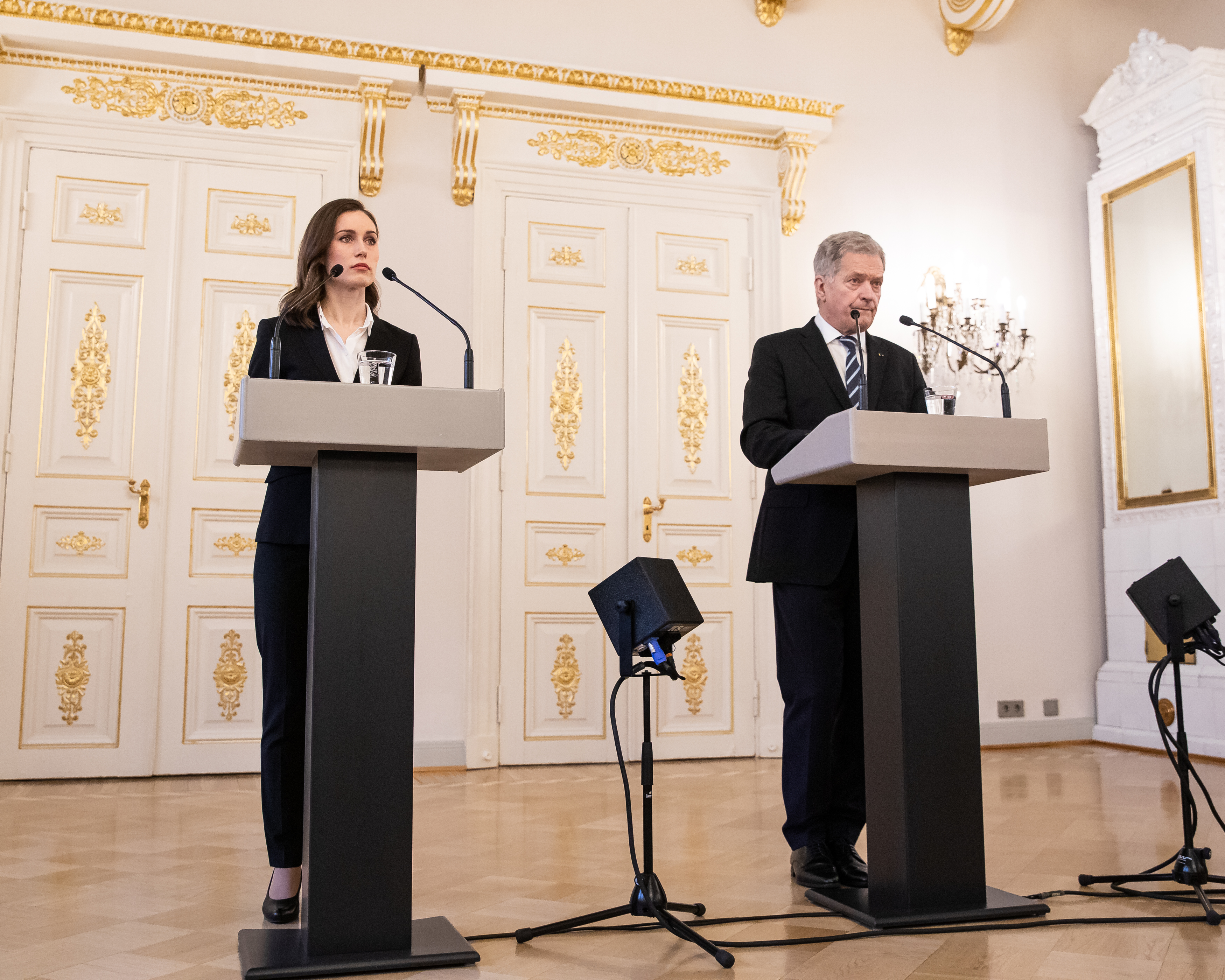
رئیس جمهور فنلاند، سائولی نینیسته و نخست وزیر، سانا مارین در یک کنفرانس مطبوعاتی درباره وضعیت اوکراین، ۲۴ فوریه ۲۰۲۲.

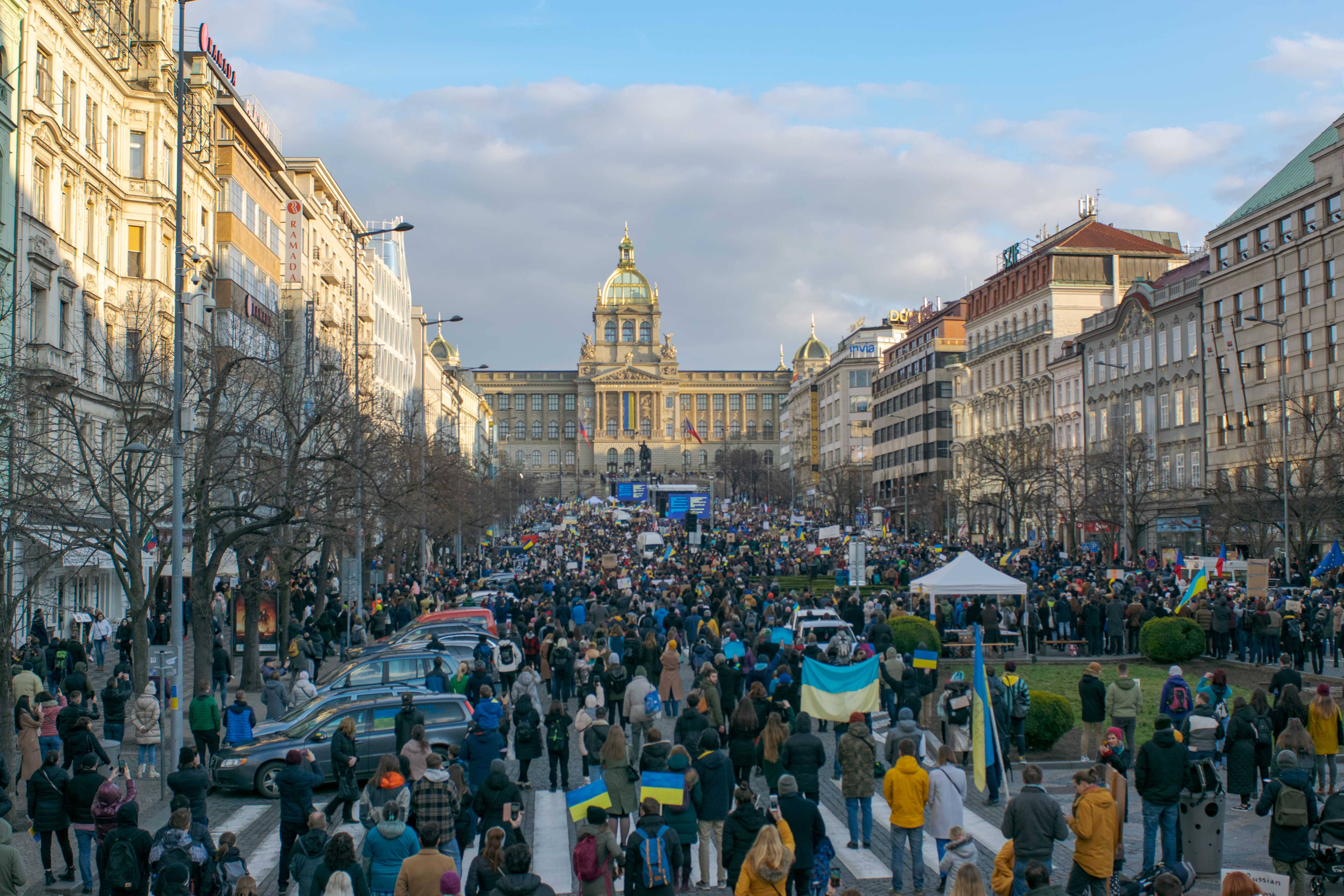
تظاهرات حمایت از اوکراین در پراگ، ۲۷ فوریه ۲۰۲۲.

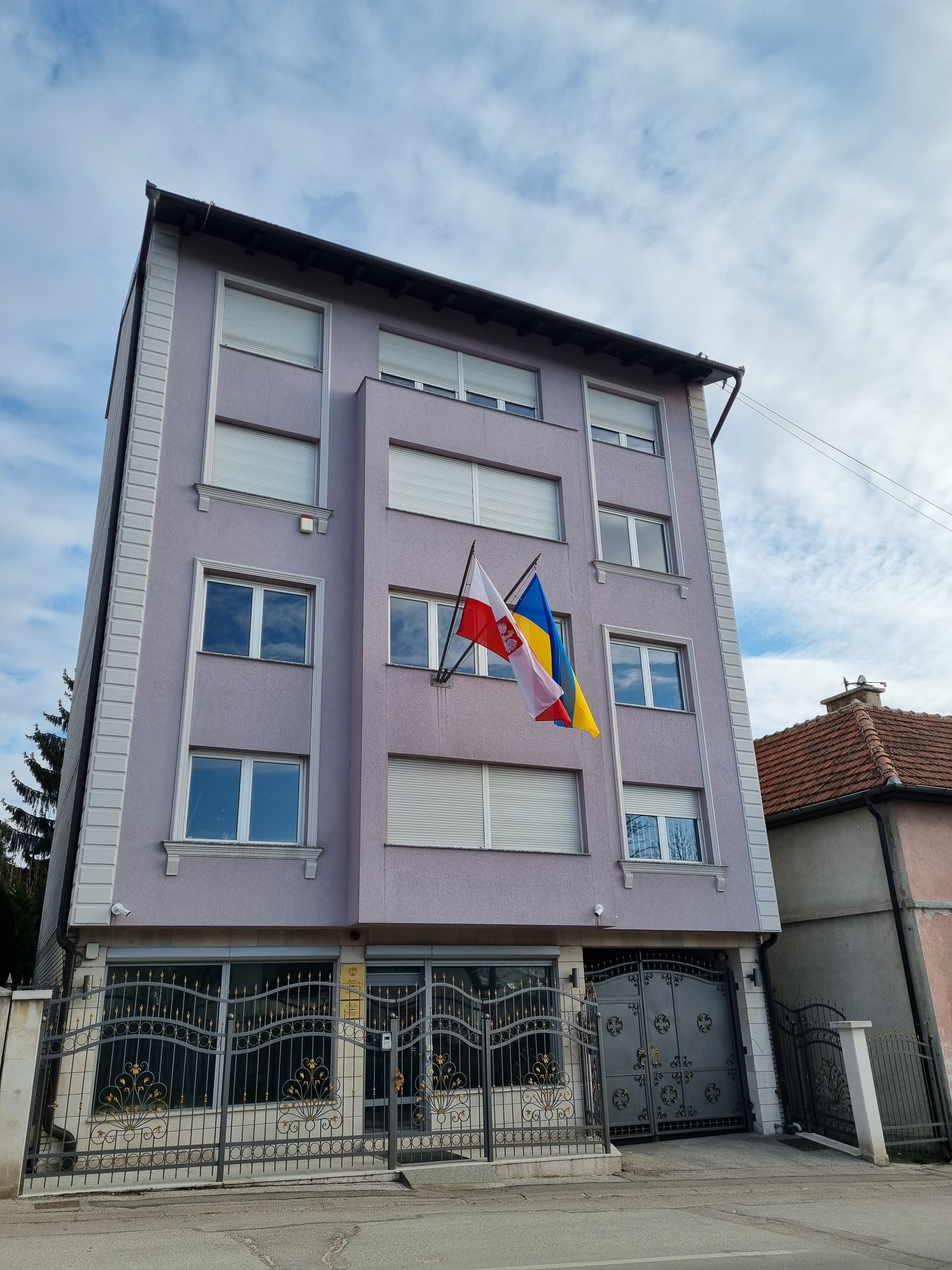
اهتزاز پرچم اوکراین بر روی سفارت لهستان در سارایوو.

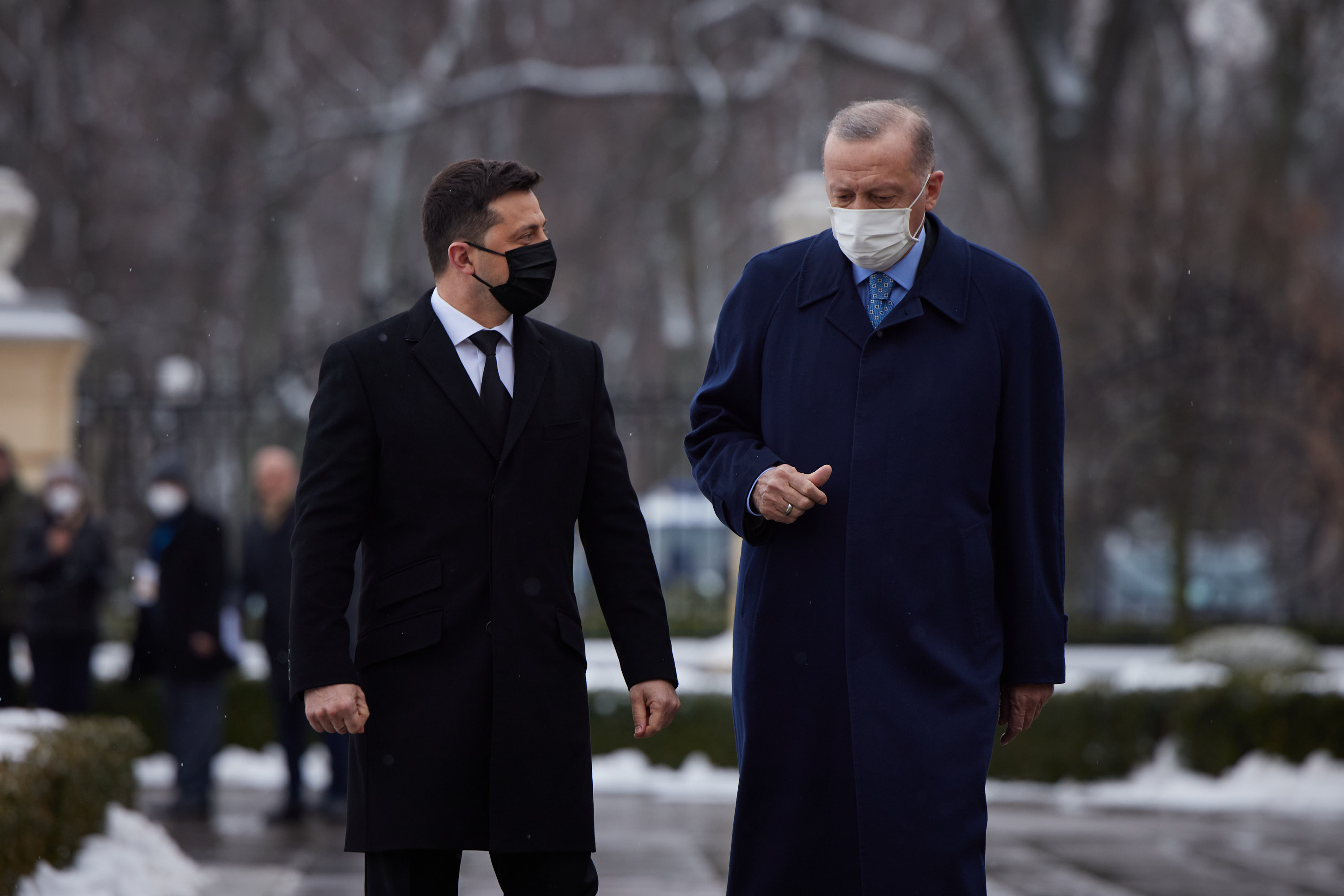
رجب طیب اردوغان در بازدید از کی‌یف پیش از تهاجم روسیه به اوکراین.

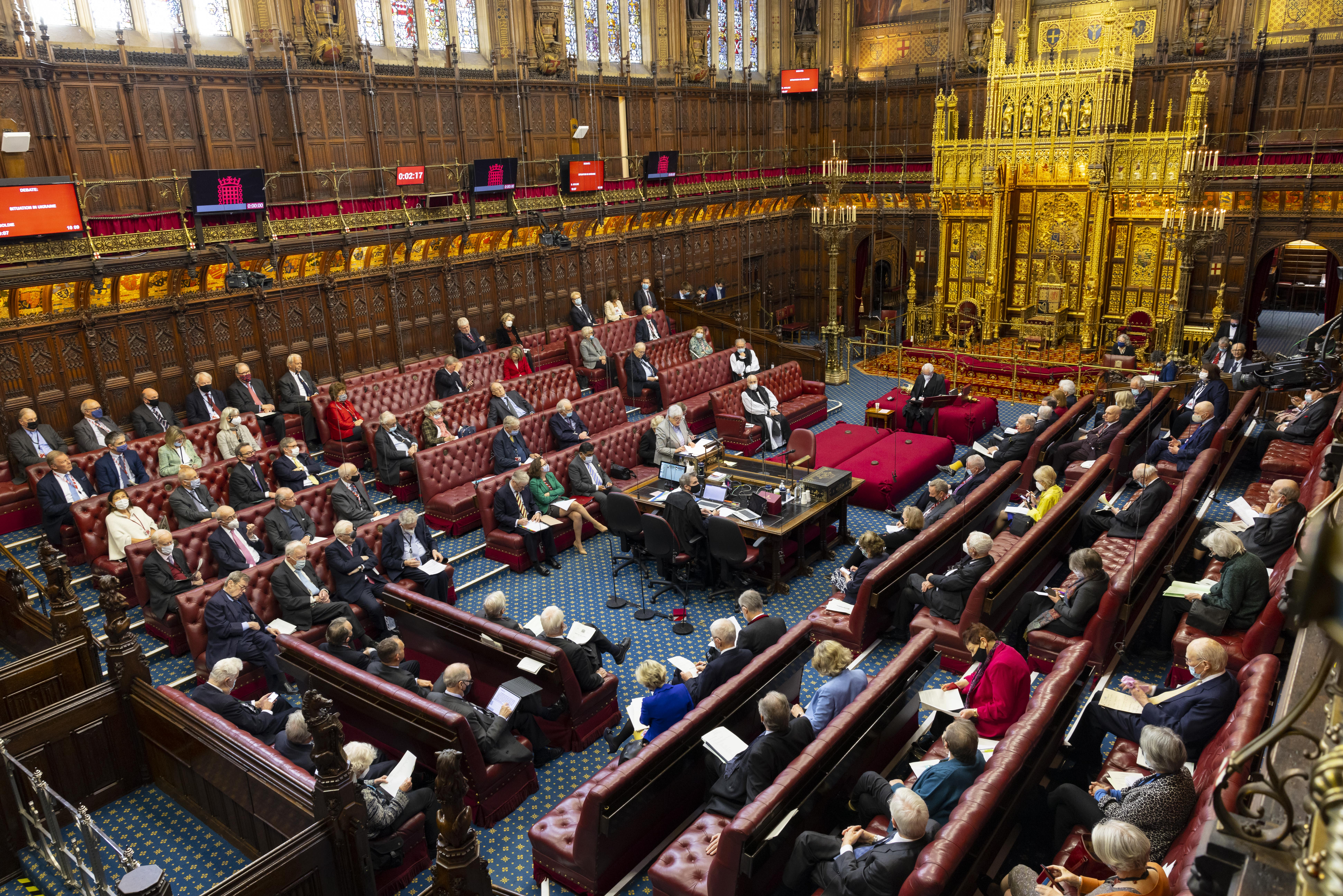
جلسه مجلس اعیان بریتانیا پیرامون وضعیت اوکراین در ۲۵ فوریه ۲۰۲۲.

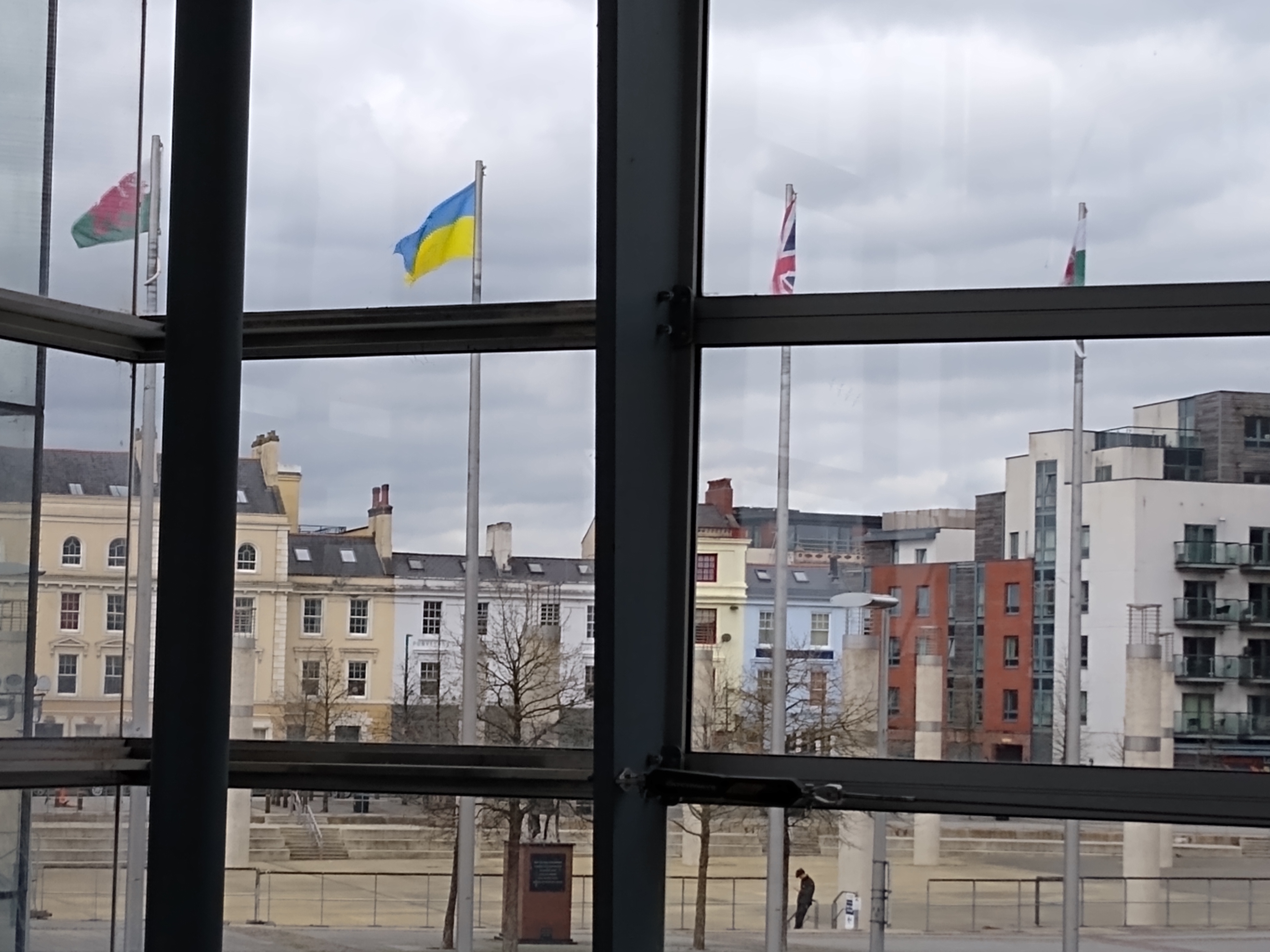
اهتزاز پرچم اوکراین در خارج از ساختمان های دولتی در ولز.

### محکوم‌کنندگان روسیه
| کشور              |
| ----------------- |
| آلبانی            |
| آندورا            |
| آنتیگوآ و باربودا |
| آرژانتین          |
| استرالیا          |
| اتریش             |
| باهاما            |
| باربادوس          |
| بلژیک             |
| بلیز              |
| بوتان (کشور)      |
| بوتسوانا          |
| برونئی            |
| بلغارستان         |
| کامبوج            |
| کانادا            |
| کیپ ورد           |
| شیلی              |
| کلمبیا            |
| کاستاریکا         |
| کرواسی            |
| قبرس              |
| جمهوری چک         |
| دانمارک           |
| جزایر فارو        |
| گرینلند           |
| دومینیکا          |

### بلاروس
الکساندر لوکاشنکو، رئیس‌جمهور بلاروس، گفته‌است که کشورش «جنگ نمی‌خواهد»، اما اگر کسی «آن را بکشد، تحریم کند یا مرعوب کند»، «تقریباً تسلیم خواهد شد» زیرا به گفته او، آنها شکست ناپذیر هستند. . او همچنین اظهار داشت که «یک گروه کامل از ارتش بلاروس» را به مرز با اوکراین می‌فرستد، زیرا «گویا اوکراینی‌ها شروع به جذب نیرو به آنجا کرده‌اند.»

### کانادا
کشور کانادا نیز در لیست کشورهایی قرار دارد که حمله روسیه به اوکراین را به شدت محکوم کرده است. سران این کشور بر این باور هستند که روسیه با شروع جنگ علیه اوکراین، دست به انجام اقدامات غیر منطقی زده و حاکمیت ارضی و استقلال این کشور اوکراین را نقض کرده است. جاستین ترودو مدعی است که کشور روسیه با حمله به اوکراین به دموکراسی حمله کرده و این اقدام تعرض آشکار به حقوق بشر، صلح دنیا، نظم اروپا و جهان به شمار می رود.
جهت اعمال پاسخ به کشور روسیه ما مردم کانادا همواره در کنار اوکراینی ها خواهیم بود. زیرا آزادی حق مردم اوکراین بوده و کانادا برای دفاع از آن کاری که درست است را انجام می دهد. بنابراین گام های محکمی را برداشته و اقدامات محکمی علیه روسیه انجام خواهد داد. پس کشور روسیه باید منتظر عواقب جدی این اقدام خود باشد.
قبل از شروع حمله روسیه به اوکراین، کشور کانادا به همراه هم پیمانان خود یک سری تدابیری را اندیشیده بودند که با شروع جنگ از جانب روسیه، جاستین ترودو اعلام کرد، به منظور توقف تجاوز روسیه دست به اقدامات تکمیلی نیز خواهد زد.
به همین منظور تحریم های بیشتری را علیه روسیه اعمال خواهد کرد که برخی از مهمترین آن ها به شرح زیر است.
ایجاد محدودیت برای ۴ فرد اوکراینی جهت همکاری با کشور روسیه ایجاد محدودیت برای ۵۸ نهاد و فرد روسیه نظیر نخبگان مالی، بانک ها، خا نوادگان نخبگان مالی، اعضای شورای امنیت روسیه نظیر وزیر دادگستری و دارایی لغو مجوزهای صادراتی و ایجاد محدودیت برای صادرات به روسیه اعمال ممنوعیت های جدید در معاملات مستقیم و غیر مستقیم و بدهی های دولتی روسیه ارسال کمک های اضافی نظامی برای حمایت از ناتو
همچنین کشور کانادا در کنار اعمال تحریم ها علیه روسیه، یک سری اقدامات و تدابیر به منظور حمایت از کشور اوکراین در نظر گرفته است. نخست وزیر این کشور اعلام کردند که، شرایط برای بازگشت افراد کانادایی مقیم اوکراین را راحت کرده و تلاش می کند آن ها را سریع و بسیار فوری به نزد خانواده و بستگان شان در کانادا بازگرداند.
برای این منظور یک کانال خدمات اختصاص ایجاد کرده است که یک شماره تلفن جهت دسترسی راحت به امداد جویان نیز در نظر گرفته است. همچنین یک سری تمهیدات به منظور دریافت راحت ویزا و پاسپورت در نظر گرفته است. دیگر خدمتی که در این راستا کشور کانادا برای شهروندان اوکراینی پناهنده و همچنین دانشجویانی اوکراینی در حال تحصیل در کشور کانادا در نظر گرفته است این که وعده داده شرایط را برای کار و تحصیل آن ها در این کشور آسان تر خواهد کرد.

### فرانسه
فرانسه روز سه‌شنبه ۲۹ فوریه علیه روسیه یک «جنگ اقتصادی و مالی تمام عیار» اعلام کرد.
برونو لو مایره، وزیر دارایی فرانسه، گفت تحریم‌هایی که تاکنون فرانسه و سایر کشورهای غربی علیه روسیه وضع کرده‌اند «بسیار مؤثر» خواهند بود. او در مصاحبه‌ با یک رادیوی فرانسوی گفت: «ما علیه روسیه یک جنگ تمام عیار اقتصادی و مالی را آغاز کرده‌ایم و این تحریم‌ها اقتصاد روسیه را ساقط خواهد کرد».

### اروپا
اروپا نیز حمله روسیه به اوکراین را محکوم کرد و اتحادیه اروپا نیز سلاح به اوکراین ارسال می کند ولی چون به گاز روسیه نیاز دارد از تحریم کردن گاز روسیه طفره می رود.

#### لهستان
روسیه صادرات گاز به لهستان و بلغارستان را قطع کرد. لهستان به پناهندگان اوکراینی اجازه ورود به کشور خود را داد.

#### آلمان
در آوریل ۲۰۲۱، آنگلا مرکل، صدراعظم آلمان، طی مکالمه تلفنی با ولادیمیر پوتین، رئیس‌جمهور روسیه، از رئیس کرملین خواست حضور نظامی خود را در نزدیکی مرزهای اوکراین کاهش دهد.
بر اساس نظرسنجی فورسا، ۴۳ درصد از پاسخ دهندگان در آلمان شرقی سابق، ایالات متحده را مسئول تشدید بحران روسیه و اوکراین می‌دانند و تنها ۳۲ درصد گفته‌اند که تقصیر روسیه بوده‌است. در غرب، ۵۲ درصد گفتند که روسیه مقصر است.

#### انگلستان
ملکه انگلیس الیزابت دوم کمک مالی "سخاوتمندانه" به کمیته اضطراری بلایای طبیعی (DEC) درخواست بشردوستانه اوکراین کرد.
نخست وزیر بوریس جانسون اظهار داشت که "از وقایع هولناک اوکراین وحشت زده است" و انتقاد کرد که "رئیس جمهور پوتین با راه اندازی این حمله بی دلیل مسیر خونریزی و ویرانی را انتخاب کرده است".
شاهزاده ولز در جریان بازدید از ساوتند-آن-سی، تهاجم روسیه را محکوم کرد و اظهار داشت: "آنچه در فاجعه وحشتناک ساوتند دیدیم، حمله به دموکراسی، به جامعه باز، به خود آزادی بود. ما شاهد آن هستیم. همان ارزش‌هایی که امروز در اوکراین به بیرحمانه ترین شکل مورد حمله قرار می‌گیرند. در موضعی که در اینجا اتخاذ می‌کنیم، با همه کسانی که در برابر تهاجم وحشیانه مقاومت می‌کنند، همبستگی می‌کنیم.» همسر او، دوشس کورنوال، یک اقدام «قابل توجه» انجام داد، کمک مالی به کمپین پناهندگان دیلی میل.
خانواده سلطنتی دوک و دوشس کمبریج بیانیه ای از طریق توییتر منتشر کردند که در آن این زوج گفتند: "در اکتبر ۲۰۲۰ ما این افتخار را داشتیم که با رئیس جمهور زلنسکی و بانوی اول ملاقات کنیم تا از امید و خوش بینی آنها برای آینده اوکراین مطلع شویم. در کنار رئیس جمهور و همه مردم اوکراین که شجاعانه برای این آینده می‌جنگند، بایستید."

#### جمهوری اسلامی ایران
رئیس جمهور ایران سید ابراهیم رئیسی با ولادیمیر پوتین تماس گرفت و از توقف گسترش ناتو حمایت کرد.  حسین امیرعبداللهیان، وزیر امور خارجه ایران در توئیتی نوشت: "بحران #اوکراین ریشه در تحریکات ناتو دارد. ما معتقد نیستیم که توسل به جنگ راه حل است. برقراری آتش بس و یافتن راه حل سیاسی و دموکراتیک ضروری است." محمدجواد لاریجانی، دبیر شورای عالی حقوق بشر در ایران به ایرنا گفت که جمهوری اسلامی از عملیات نظامی علیه اوکراین حمایت نکرده است، اما تهران «چشم هایش را بر توطئه های آمریکا و متحدانش نبسته است». سید علی خامنه‌ای، رهبر معظم انقلاب اسلامی گفت: «در اوکراین ما طرفدار توقف جنگ هستیم» و بحران اوکراین نشان داد که غرب قابل اعتماد نیست و حمایت آن از «دولت‌ها و سیاستمدارانی است که توسط آنها نصب شده‌اند»،  یک "سراب" است. او همچنین اشاره کرد که دولت اوکراین از حمایت کامل مردم خود برخوردار نیست. او سیاست‌های آمریکا را مقصر حمله روسیه به اوکراین دانست و واشنگتن را به دخالت در «امور داخلی کشور، برپایی تظاهرات علیه دولت، ایجاد انقلاب‌های مخملی، ایجاد کودتای رنگی» متهم کرد.

## اخراج دیپلمات‌ها
بیش از ده‌ها کشور، دیپلمات‌های روس را در پی تهاجم به اوکراین به دلیل فعالیت‌های جاسوسی و ناسازگار با وضعیت دیپلماتیک اخراج کردند.
| کشور                | شمار اخراج‌شدگان | تاریخ    |
| ------------------- | --------------- | -------- |
| اتریش               | ۴ نفر           | ۷ آوریل  |
| بلژیک               | ۲۱ نفر          | ۲۹ مارس  |
| بلغارستان           | ۱۰ نفر          | ۱۸ مارس  |
| جمهوری چک           | ۱ نفر           | ۳۰ مارس  |
| دانمارک             | ۱۵ نفر          | ۵ آوریل  |
| استونی              | ۱۷ نفر          | ۱۸ مارس  |
| فرانسه              | ۴۱ نفر          | ۴ آوریل  |
| آلمان               | ۴۰ نفر          | ۴ آوریل  |
| یونان               | ۱۲ نفر          | ۶ آوریل  |
| ژاپن                | ۸ نفر           | ۸ آوریل  |
| جمهوری ایرلند       | ۴ نفر           | ۲۹ مارس  |
| ایتالیا             | ۳۰ نفر          | ۵ آوریل  |
| لتونی               | ۱۶ نفر          | ۱۸ مارس  |
| لیتوانی             | ۵ نفر           | ۱۸ مارس  |
| لوکزامبورگ          | ۱ نفر           | ۶ آوریل  |
| مونته‌نگرو           | ۵ نفر           | ۴ مارس   |
| هلند                | ۱۷ نفر          | ۲۹ مارس  |
| مقدونیه شمالی       | ۱۱ نفر          | ۲۸ مارس  |
| نروژ                | ۳ نفر           | ۶ آوریل  |
| لهستان              | ۴۵ نفر          | ۲۳ مارس  |
| رومانی              | ۱۰ نفر          | ۵ آوریل  |
| پرتغال              | ۱۰ نفر          | ۵ آوریل  |
| اسلواکی             | ۳۸ نفر          | ۱۴ مارس  |
| اسلوونی             | ۳۳ نفر          | ۵ آوریل  |
| اسپانیا             | ۲۵ نفر          | ۵ آوریل  |
| سوئد                | ۳ نفر           | ۵ آوریل  |
| ایالات متحده آمریکا | ۱۲ نفر          | ۲۸ فوریه |